# Parc national des chutes Victoria
Cet article concerne le parc national des chutes Victoria. Pour l'article principal sur les chutes, voir Chutes Victoria.
Le parc national des chutes Victoria, se situe au nord-ouest du Zimbabwe, dans le Matabeleland septentrional, il est bordé par les rives sud et est du fleuve Zambèze, dans la zone géographique où tombent les célèbres chutes Victoria, qui constitue à cet endroit la frontière entre la Zambie, à proximité de la ville de Livingstone, et le Zimbabwe.
Le parc est géré par l'agence gouvernementale du Zimbawe Autorité de gestion des parcs et de la faune du Zimbabwe. Il s'étend tout au long du fleuve  à environ 6 km au-dessus des chutes jusqu'à environ 12 km sous les chutes. Il est aujourd'hui l'une des principales destinations touristiques en Afrique australe.

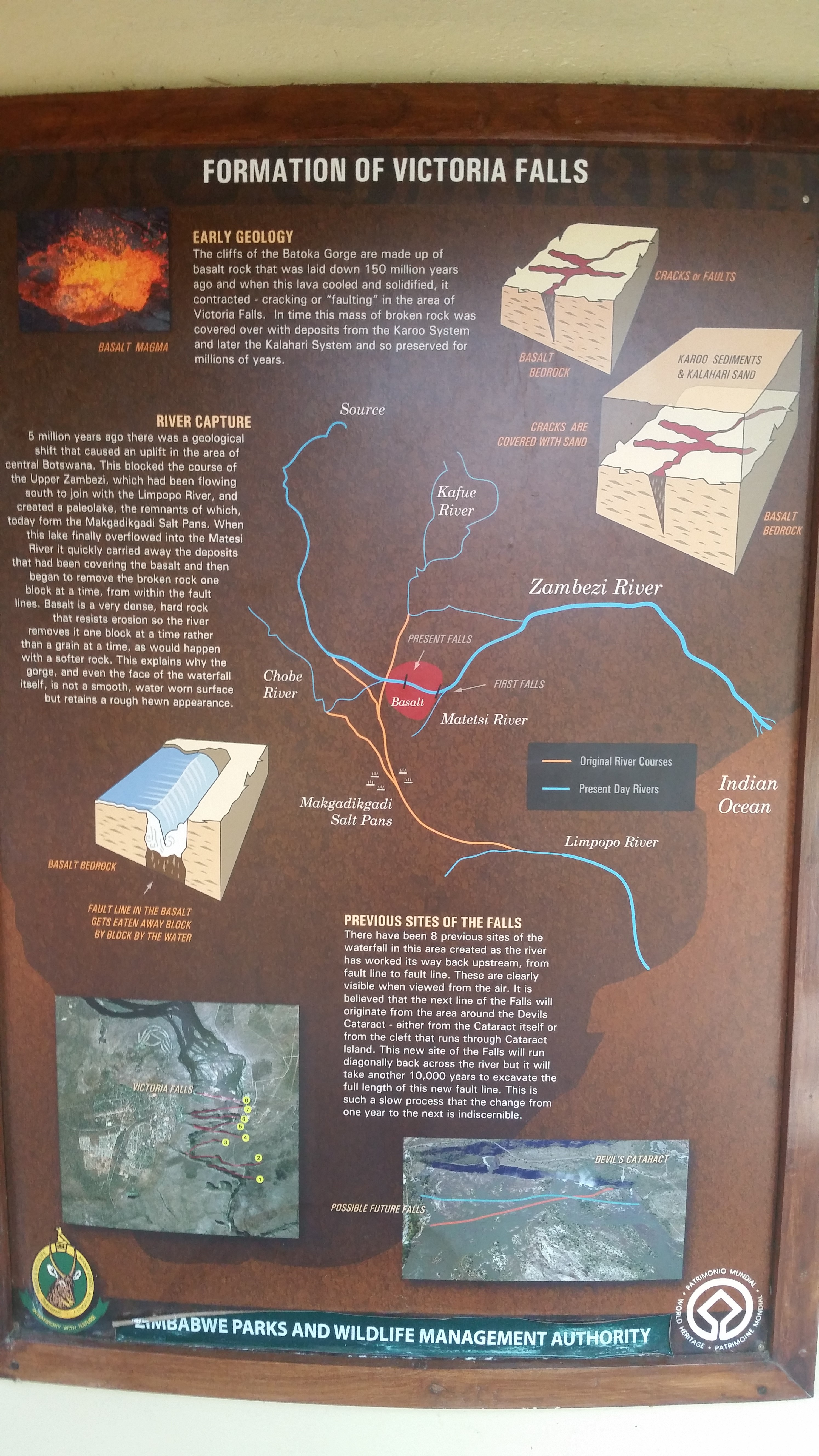
Tableau indicatif du parc national des chutes Victoria

## Géographie
Ce parc est intégré dans la zone de conservation transfrontalière du Kavango-Zambèze: Elle comprend la majeure partie du bassin supérieur du Zambèze ainsi que le bassin et le delta de l'Okavango. La zone inclut la bande de Caprivi, en Namibie, l'extrémité sud-est de l'Angola, le sud-ouest de la Zambie, les terres sauvages du nord du Botswana et l'ouest du Zimbabwe. Le centre de la zone est au confluent de la Chobe et du Zambèze, où se trouvent les frontières entre le Botswana, la Namibie, la Zambie et le Zimbabwe. Elle englobe notamment le parc national de Chobe, le parc national Hwange, le delta de l'Okavango au Botswana et les chutes Victoria.

## Nature

### Flore
Le parc est situé dans la forêt ombrophile qui consiste essentiellement en une forêt humide subtropicale à feuillage persistant, avec une canopée composée d'Ocotea odorifera et d'Ocotea catharinensis (Lauracées), Campomanesia xanthocarpa (Myrtacées), et Parapiptadenia rigida (Fabacées). Le Mopane y est dominant, il pousse en effet dans les sols alcalins (à haute teneur en chaux), peu profonds et mal drainés. Il croît aussi dans les sols alluviaux (formés par les sédiments déposés par les rivières). Il pousse mal en dehors des zones chaudes préservées du gel et arrosées par des pluies estivales.

### Faune
Les oiseaux sont également abondants, au travers d’espèces telles que le héron, le pélican, l’aigrette et le pygargue vocifère très présent.
Le parc est, par ailleurs, encore attractif pour ses crocodiles, ses sassabis, ses antilopes, ses zèbres de Selous, et ses gnous. Les visiteurs ont en outre la possibilité d'y rencontrer l'éléphant, l'impala, le phacochère, le gnou bleu, le buffle du Cap, le rhinocéros blanc du sud, l'hippopotame, la girafe, l'éland et le kudzu qui y sont en abondance

## Hébergement
L'hébergement est prévu dans les campings du parc national du Zambèze et dans les nombreux complexes hôteliers et hôtels situés dans et autour de la ville de Victoria Falls, qui se trouve à la limite ouest du parc. Elle est située sur la rive sud du Zambèze, à l'extrémité ouest des chutes Victoria. Elle est reliée par route et par train à la ville de Hwange à 109 km et à celle de Bulawayo, à 440 km et elle dispose d'un aéroport situé 18 km au sud qui accueille des vols vers Johannesburg et la Namibie.

## Galerie

Les chutes vues du ciel
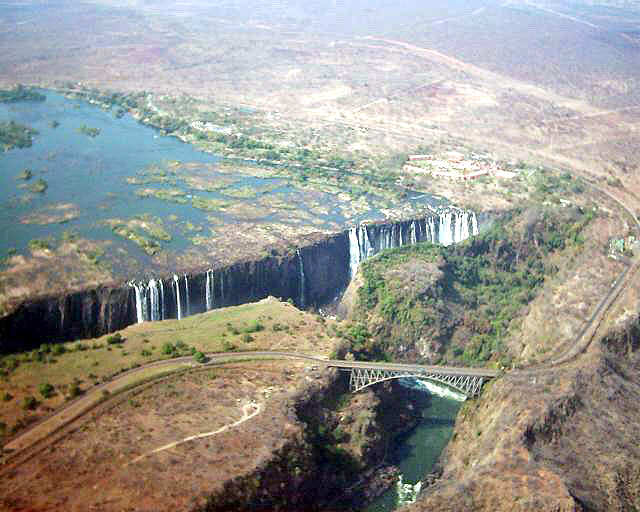
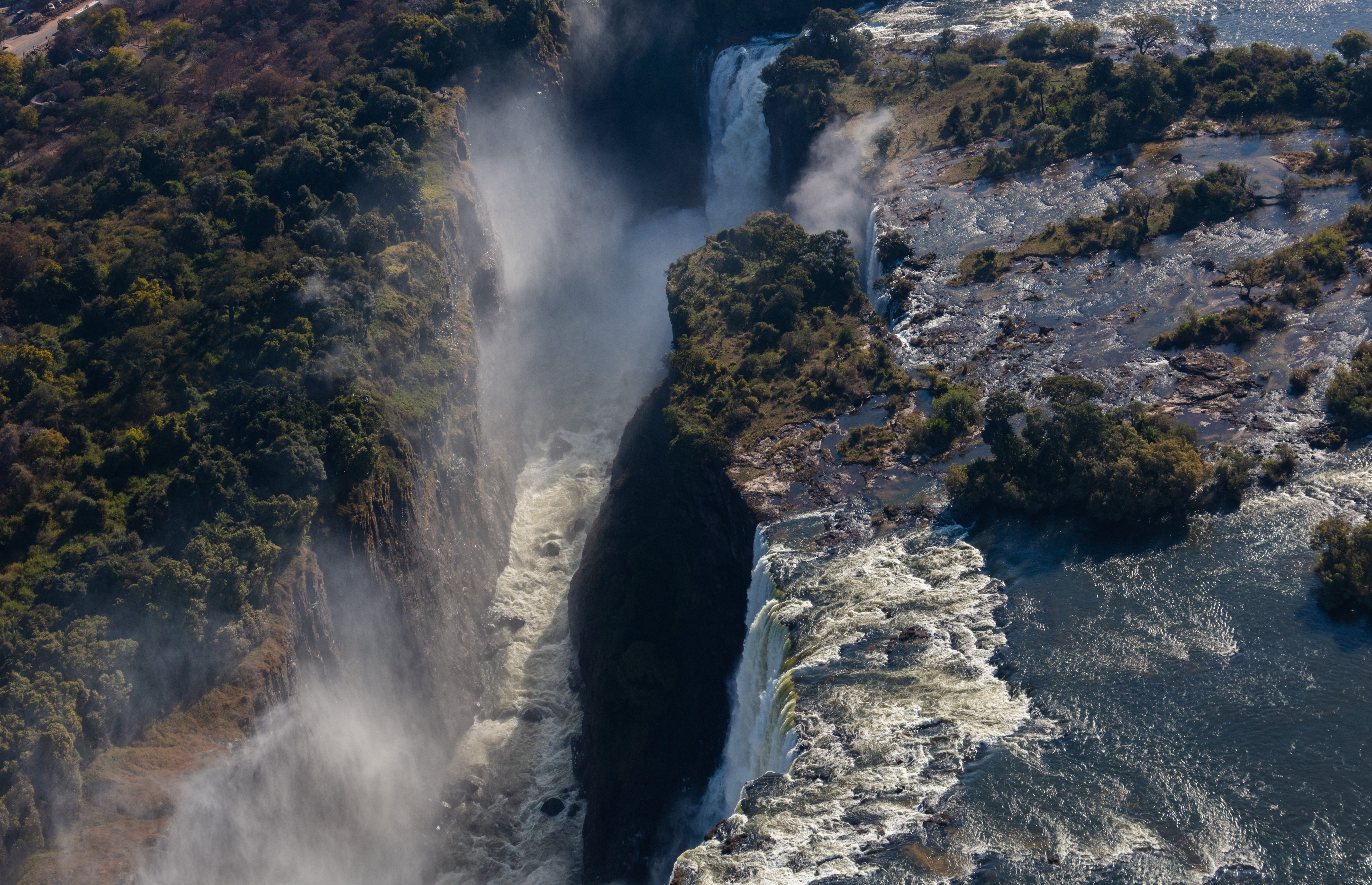
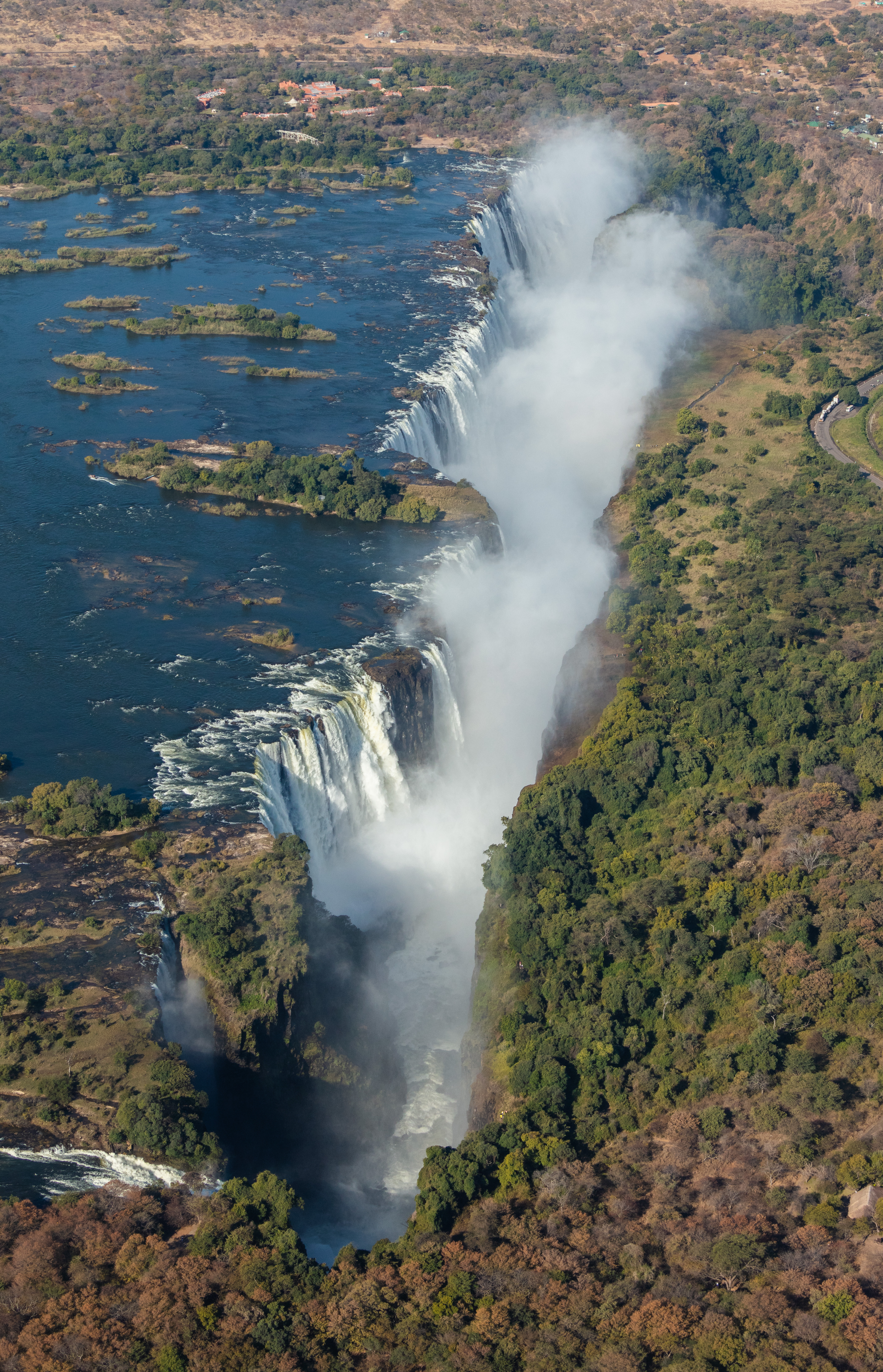